# Барсукова, Светлана Юрьевна
Светла́на Ю́рьевна Барсуко́ва (род. 24 декабря 1966, Краснодар) ― российский социолог и экономист, доктор социологических наук, профессор кафедры экономической социологии Высшей школы экономики (НИУ ВШЭ). Творческий псевдоним для художественных книг — Лана Барсукова.

## Биография
Родилась 24 декабря 1966 года в городе Краснодар, РСФСР.
В 1989 году с отличием окончила Новосибирский государственный университет по специальности «экономическая кибернетика». В 1998 году окончила Московскую высшую школу социальных и экономических наук по квалификации «Магистр социологии».
С 1989 по 1991 год работала научным сотрудником в Институте экономики и организации промышленного производства СО РАН в Новосибирске. С 1994 по 1997 год работала старшим преподавателем Новосибирского государственного университета.
С 1998 по 1999 год работала доцентом в Государственном университете управления (ГУУ). С осени 1999 года работает в Высшей школе экономики в должности профессора кафедры экономической социологии, преподаёт такие курсы, как «Государство и теневая экономика», «Неформальная экономика», «Социальные аспекты неформальной экономики», «Экономическая социология», «Социология» и другие.
В 1995 году получила ученую степень кандидата социологических наук, защитив диссертацию по теме «Взаимодействие социальных субъектов в процессе малой приватизации». В 2005 году стала доктором социологических наук, защитив диссертацию по теме «Неформальная экономика: структура и функциональная специфика сегментов».
Лауреат первой степени Всероссийской премии в области аналитической журналистики. Лауреат университетской премии ВШЭ «Золотая вышка» в номинации «Лучший преподаватель», номинант премии «Золотая Вышка» в номинациях «Лучшая книга» и «Достижения в науке». Лауреат премии Международной ассоциации институциональных исследований в номинации «Лучший учебник года». Автор нескольких монографий и более двухсот научных статей по экономической социологии. Статьи опубликованы на русском, английском, немецком, французском и венгерском языках. Является одним их самых цитируемых социологов России.
В настоящее время Светлана Барсукова является главным редактором журнала «Мир России. Социология. Этнология», который по рейтингу Российской академии наук является лучшим научным журналом по социологии. Член редколлегии журналов «Социологические исследования», «ЭКО» и «Journal of Institutional Studies».
Область научных интересов: неформальная экономика, социология предпринимательства, политическая социология, аграрная политика.
По данным Центра политической конъюнктуры, Светлана Барсукова входит в Топ-15 самых авторитетных и влиятельных социологов Российской Федерации.
С 2019 года под псевдонимом Лана Барсукова издает художественные книги в издательстве «Эксмо».

## Сочинения

### Книги
- Неформальная экономика : экономико-социологический анализ. — М.: Изд. дом ГУ ВШЭ, 2004. — 446, [1] с.: табл. ISBN 5-7598-0268-2
- Эссе о неформальной экономике, или 16 оттенков серого. — 2-е изд. — Москва: Изд. дом Высшей школы экономики, 2017. — 221, [1] с.: табл. ISBN 978-5-7598-1549-5
- Лекции по неформальной экономике: кратко, понятно, наглядно. — М.: Издательский дом НИУ ВШЭ, 2021. — [234] с. ISBN 978-5-7598-2526-5

### Статьи
- Структура и институты неформальной экономики // Социологический журнал. 2005. № 3. С. 118—134.
- Российские неформальные практики: экспортный вариант. Рецензия на книгу: Ledeneva A. How Russia really works: the Informal Practices that shaped post-Soviet Politics and business (Cornell University Press, 2006) // Экономическая социология. 2008. № 3.
- Барсукова C. Ю., Радаев В. В. Неформальная экономика в России: Краткий обзор // Экономическая социология. — Т. 13. — 2012. — № 2. — C. 99—111.
- Блатной Советский Союз, или Экономика взаимных услуг. Рецензия на книгу: Ledeneva A. 1998. Russia's economy of favours: Blat, networking and Informal exchange // Экономическая социология. — 2013. — № 1. — С. 111—119.
- Барсукова C., Леденёва А. От глобальной коррупционной парадигмы к изучению неформальных практик: различие в подходах аутсайдеров и инсайдеров // Вопросы экономики, 2014, № 2. С. 118—132.

### Художественная проза
- Лана Барсукова. Любовь анфас. — М.: Эксмо, 2019. — 314, [2] с. ISBN 978-5-04-101074-4
- Лана Барсукова. Счастливые неудачники. — М.: Эксмо, 2020. — 320 с. ISBN 978-5-04-119307-2
- Лана Барсукова. Сочини мою жизнь. — М.: Эксмо, 2019. — 416 с. ISBN 978-5-04-105856-2
- Лана Барсукова. Счастье ходит босиком. — М.: Эксмо, 2020. — 320 с. ISBN 978-5-04-109046-3
- Лана Барсукова. Любовь и выборы. — М.: Эксмо, 2021. — 320 с. ISBN 978-5-04-110828-1
- Лана Барсукова. Судьбы водят хоровод. — М.: Эксмо, 2021. — 320 с. ISBN 978-5-04-121547-7